# حمام قرقور
حمام قرقور (به عربی: حمام قرقور) یک شهرداری در الجزایر است که در استان سطیف واقع شده‌است.